# Járnhryggur
Járnhryggur är en ås i republiken Island. Den ligger i regionen Norðurland vestra, 180 km nordost om huvudstaden Reykjavík. Toppen ligger 997 meter över havet.